# Маты (приток Космы)
Маты — река в России, протекает по Республике Коми, Ненецком АО. Устье реки находится в 97 км по левому берегу реки Косма. Длина реки составляет 13 км.
Имеет левый приток — Мота.

## Данные водного реестра
По данным государственного водного реестра России относится к Двинско-Печорскому бассейновому округу, водохозяйственный участок реки — Печора от водомерного поста Усть-Цильма и до устья, речной подбассейн реки — бассейны притоков Печоры ниже впадения Усы. Речной бассейн реки — Печора.
Код объекта в государственном водном реестре — 03050300212103000079172.